# Stiven Plaza
Stiven Plaza est un footballeur international équatorien né le 11 mars 1999 à Eloy Alfaro. Il joue au poste d'attaquant au Mazatlán FC.

## Biographie

### En club
En 2017, il signe avec l'Independiente del Valle. Il joue son premier match avec les seniors le 11 juin 2018, contre l'Universidad Católica. Il signe son premier but le 12 août 2018, contre Emelec. 
Le 10 décembre 2018, il signe en faveur du Real Valladolid.
Le 30 août 2022, les Red Bulls II de New York, équipe de USL Championship, annoncent le recrutement du joueur équatorien via un transfert gratuit du Real Valladolid.

### En sélection
Avec les moins de 20 ans, il participe à la Coupe du monde des moins de 20 ans en 2019. Lors du mondial junior organisé en Pologne, il joue deux matchs, contre le Japon et l'Italie. Les Équatoriens se classent troisième du mondial.
Il reçoit sa première sélection en équipe d'Équateur le 12 octobre 2018, en amical contre le Qatar (défaite 4-3).

## Palmarès
- Troisième de la Coupe du monde des moins de 20 ans en 2019 avec l'équipe d'Équateur des moins de 20 ans